# Leonardo DRS
DRS (fino al 2022 Leonardo DRS e fino al 2016 DRS Technologies), con sede a Parsippany (NJ), è un produttore di prodotti e supporti per forze militari ed agenzie di spionaggio. Specializzata nella tecnologia per la difesa, la compagnia sviluppa, produce e supporta un gran numero di sistemi per i militari in missione. Alcuni dei suoi prodotti sono usati anche dall'esercito statunitense.
È stata quotata al New York Stock Exchange fino al 2008, quando Finmeccanica (oggi Leonardo) ha rilevato interamente la società, disponendone poi il delisting.
Gli accordi di acquisto impongono a Leonardo di non poter dirigere questa azienda, che resta dunque guidata da personale tutto statunitense. Questa caratteristica di "screened company" non verrebbe meno neppure qualora Leonardo effettuasse trasferimenti di tecnologia a suo favore, ossia tali trasferimenti verrebbero pagati in denaro e non potrebbero tradursi invece in aumenti di capitale da riconoscere a Leonardo tramite l'introduzione di suoi consiglieri nel board di DRS.
Nel giugno 2017 Leonardo DRS acquista il 100% Daylight Solutions Inc., azienda californiana per lo sviluppo di prodotti laser a tecnologia a cascata quantica.
Ad inizio del 2022, Leonardo DRS acquisisce il 25,1% Hensoldt AG, società tedesca nel campo dei sensori per applicazioni in ambito difesa e sicurezza.
A fine 2022, Leonardo DRS si fonde con la società israeliana Rada Electronic Industries rimanendo per 80,5% in mano a Leonardo e rinominandosi DRS, quotandosi al Nasdaq e a Tel Aviv.
L'attuale valore di mercato di Leonardo DRS è di circa 4,5 miliardi di dollari rispetto ai 5 corrisposti da Leonardo per acquisirla.

Logo in uso fino al 2016.